# فرودگاه لیکیپ
فرودگاه لیکیپ (به انگلیسی: Likiep Airport) یک فرودگاه همگانی با کد یاتا LIK است . این فرودگاه در کشور جزایر مارشال قرار دارد .